# The Durango Kid
The Durango Kid è un film del 1940 diretto da Lambert Hillyer.
È un western statunitense con Charles Starrett, Luana Walters e Kenneth MacDonald. È la prima produzione della serie di film western della Columbia incentrati sul personaggio di Durango Kid.

## Produzione
Il film, diretto da Lambert Hillyer su una sceneggiatura di Paul Franklin, fu prodotto da Jack Fier per la Columbia Pictures e girato nell'Agoura Ranch ad Agoura, California, dal 9 al 17 maggio 1940.

## Distribuzione
Il film fu distribuito negli Stati Uniti dal 15 agosto 1940 al cinema dalla Columbia Pictures.
Altre distribuzioni:
- in Brasile (O Cavaleiro de Durango)
- nel Regno Unito (The Masked Stranger)

## Promozione
La tagline è: Both barrels blazin'! all hands singin'!.